# Championship Manager 2010
Championship Manager 2010 è un videogioco per PC/MAC, pubblicato nella sua versione Windows l'11 settembre 2009. Fa parte della serie di Championship Manager. Il gioco è uscito due anni dopo la precedente versione. La versione per MAC è stata pubblicata a fine novembre, sviluppata dalla Virtual Programming LTD.

## Modalità di gioco
La Beautiful Game Studios ha aggiunto a questa versione del gioco nuove caratteristiche, tra cui:
- Il motore di gioco, ora più animato e con un terreno di gioco completamente in 3D;
- Cm Season Live, aggiornamento mensile delle classifiche;
- Media, in questo Scudetto si potrà sapere che cosa pensano i giornalisti del vostro interesse per i giocatori.

## Il cambio daChampionship Manager 2009aChampionship Manager 2010
In origine il gioco venne chiamato Championship Manager 2009, ma in seguito, visti i ritardi nella distribuzione, venne tramutato in Championship Manager 2010. Infatti questo gioco è il primo della saga per il quale sono occorsi due anni di sviluppo. La prima data di release annunciata fu aprile 2009. In seguito lo si annunciò per settembre ed infatti fu pubblicato l'11 settembre 2009; i motivi del posticipo sono legati al perfezionamento del gioco. Il 18 agosto 2009 è uscita la demo. Il gioco è acquistabile anche online dal sito ufficiale.

## Giudizi
Il gioco è stato definito "una grande ed innovativa alternativa a Football Manager". Infatti per la prima volta al gioco è stato dato un punteggio di 8 su 10. Il gioco ha ricevuto una media di Metacritic 73%.

## Vendite
Il gioco la prima settimana era in 1ª posizione come vendite, la seconda in 2ª posizione e dopo quattro mesi è andata fuori dalla 'Top 10'.